# Daniel Kickert
Daniel Michael Kickert (Melbourne, Australia, 29 de mayo de 1983) es un jugador de baloncesto con doble nacionalidad australiana y neerlandesa. Juega de ala-pívot y su actual equipo es el Sydney Kings.

## Trayectoria
Se formó en el equipo de baloncesto del Saint Mary's College, que juega en la NCAA de los Estados Unidos. Tras cuatro temporadas en el equipo, fichó por el Basket Livorno de la LEGA.
La temporada siguiente, la 2006-07 llegó a España para jugar con el Leche Río Breogán en la LEB Oro, llegando a jugar los play-off de ascenso a la ACB, aunque finalmente no logró ascender. La temporada 2008-09 firmó por el Club Baloncesto Gran Canaria de la ACB, donde estuvo dos años, hasta finalizar su contrato. No logró conseguir grandes números en las temporadas. Así, en la temporada 2010 firma por el Turów Zgorzelec de la Polska Liga Koszykówki.

## Selección nacional
Ha sido internacional con la Selección de baloncesto de Australia con la que disputó el Campeonato Mundial de Baloncesto de 2006 disputado en Japón, en el que su selección finalizó en decimotercer lugar.

## Clubes
- Saint Mary's - NCAA: 2002-2006.
- Basket Livorno - LEGA: 2006-2007.
- Leche Río - LEB Oro: 2007-2008.
- Club Baloncesto Gran Canaria - ACB: 2008-2010.
- Turów Zgorzelec - Polska Liga Koszykówki: 2010-2012.
- BC Dnipro Dnipropetrovsk - Superliga de Baloncesto de Ucrania: 2012-2013
- BC Budivelnyk Kiev - Superliga de Baloncesto de Ucrania: 2012-2013.
- Azovmash Mariupol - Superliga de Baloncesto de Ucrania: 2013-2014
- Iberostar Tenerife - ACB: 2014.
- Melbourne United (2014-2016).
- Brisbane Bullets (2016-2018).
- Sydney Kings (2018-2019).